# Okrążenie

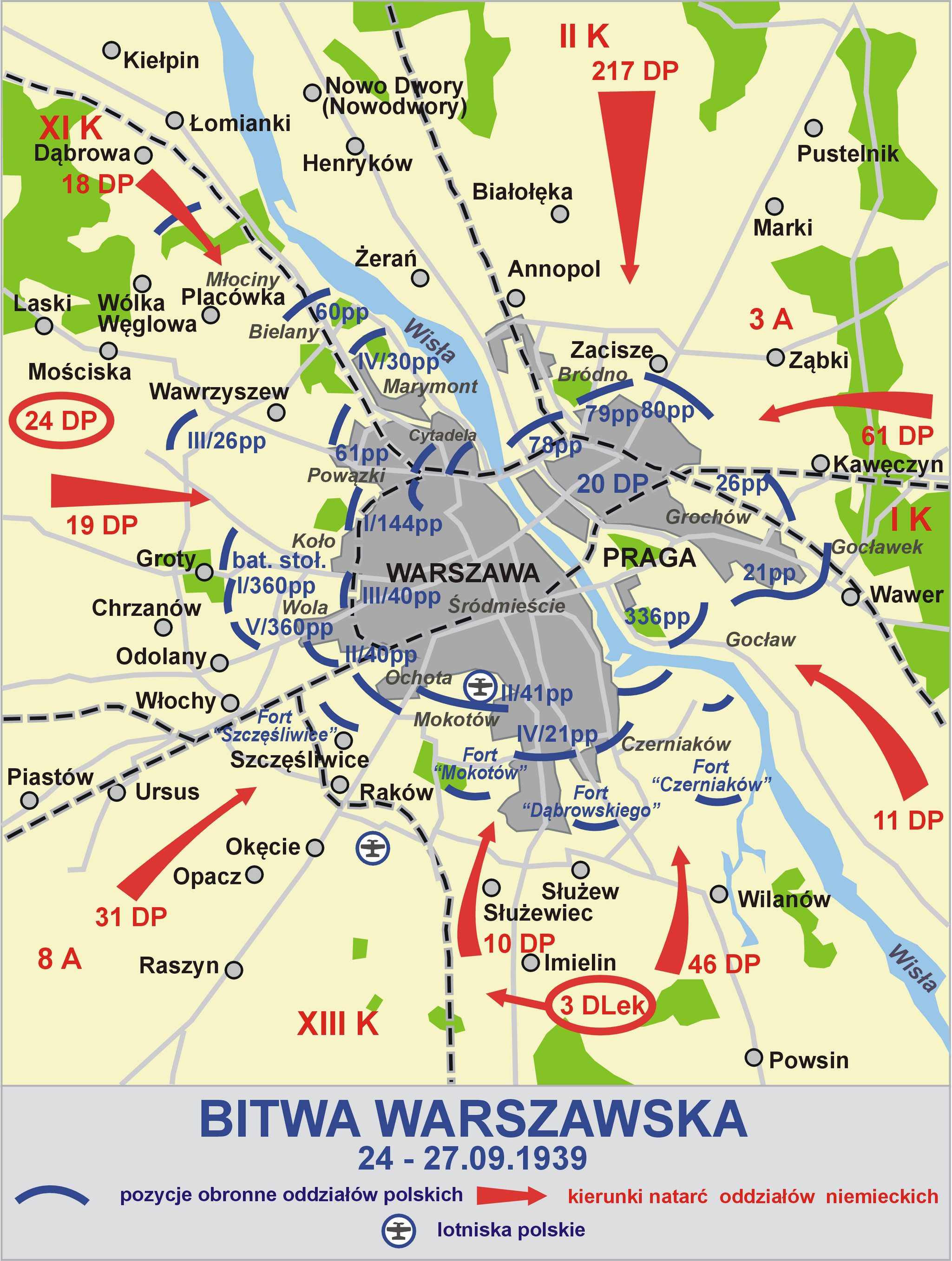
Okrążenie

Okrążenie – działanie różnych rodzajów wojsk i sił zbrojnych podejmowane w celu izolacji określonego zgrupowania wojsk przeciwnika od bazy zaopatrzenia i pozostałych sił. Okrążenie uzyskuje się w wyniku natarcia na wybranych kierunkach, w głąb ugrupowania przeciwnika, wyjścia na jego skrzydła i tyły, odcinając mu przy tym drogi odwrotu i ograniczając swobodę manewru.

## Charakterystyka
Do walki w okrążeniu wojska mogą przejść w sposób wymuszony lub zamierzony.
W przypadku wojsk, które znalazły się w okrążeniu wskutek niepomyślnego przebiegu walki (sposób wymuszony) celem działania powinno być niedopuszczenie do ich rozbicia i stworzenie warunków do wyjścia z okrążenia i połączenia się z głównymi lub przejścia do działań w rozproszeniu.

W przypadku działania zamierzonego siły i środki pozostawione do walki w okrążeniu to co najwyżej wzmocniony batalion, a czas jego autonomicznej walki w zasadzie jest ograniczony do 1–2 dób. Zadaniem takich zgrupowań taktycznych będzie utrzymania danej miejscowości lub obiektu wraz ze znajdującymi się tam zasobami, blokowania szlaków komunikacyjnych lub służenia jako rejon bazowy dla oddziałów i grup rajdowych oraz grup desantowo-szturmowych.

### Walka w okrążeniu
Główną cechą walki w okrążeniu, wyróżniającą je od innych zadań jest fakt, że wojska mogą być atakowane z różnych stron, a wsparcie z zewnątrz staje się trudne, o ile jest możliwe.
Ponieważ aktualne położenie wojsk znane jest przeciwnikowi, dlatego okrążone wojska są szczególnie narażone na zmasowany ogień artyleryjski, ataki powietrzne, oraz uderzenia bronią masowego rażenia.
Wojska okrążone mogą stracić zdolność uzyskiwania aktualnych danych z rozpoznania i danych wywiadowczych. Odpowiedzialność za ich dostarczenie ponosi wyższy szczebel dowodzenia.
Okrążenie wojsk przez przeciwnika powoduje ograniczenie swobody działania nie tylko okrążonych wojsk, lecz również nadrzędnego szczebla dowodzenia. Odcięte i pozbawione zabezpieczenia logistycznego wojska zdane są na własne siły, ich zdolność bojowa szybko może ulec obniżeniu. Mimo to muszą one prowadzić zdecydowaną walkę.
Walka w okrążeniu obejmuje:
- obronę w okrążeniu,

wojska w okrążeniu najczęściej przyjmują jednorzutowe ugrupowanie z odwodami rozmieszczonymi w kilku rejonach; silne odwody pozwalają w odpowiednim czasie przeprowadzić manewr na zagrożony kierunek, wykonać kontratak i przejść do natarcia w celu przerwania frontu okrążenia; tworząc ugrupowanie należy zapewnić każdemu z jego elementów maksymalną zdolność do samodzielnego działania i przewidzieć możliwości łączenia wysiłku poszczególnych elementów ugrupowania na korzyść tego, który w danym okresie będzie wykonywał zadanie główne.
- wyjście z okrążenia:

całokształt zabiegów organizacyjnych i działań bojowych organizowanych w celu przerwania wewnętrznego i zewnętrznego pierścienia okrążenia i połączenia się z wojskami własnymi. Organizuje się na kierunku, który zapewnia szybkie, skryte ześrodkowanie zgrupowania uderzeniowego i wykonanie uderzenia ogniowego i wojskami oraz możliwie szybkie wyprowadzenie okrążonych przez nieprzyjaciela sił i środków. Za przygotowanie działań mających na celu odblokowanie wojsk okrążonych odpowiada dowódca szczebla nadrzędnego, a za przygotowanie przerwania okrążenia dowódca wojsk okrążonych
Najbardziej sprzyjającym czasem wyjścia z okrążenia jest noc i inne warunki ograniczonej widoczności. Takie warunki sprzyjają uzyskaniu zaskoczenia, utrudniają manewr przeciwnikowi oraz obniżają efektywność prowadzonego przez niego ognia.
Organizacja walki
Obrona
- W sytuacji gdy wojska znajdą się w okrążeniu, niezbędne jest podjęcie następujących przedsięwzięć:
  - odtworzenie struktury dowodzenia,
  - organizacja sektorów, rejonów, pasów obrony,
  - utworzenie odwodu,
  - organizacja wsparcia bojowego,
  - reorganizacja i konsolidacja wsparcia logistycznego,
  - odtworzenie łączności.

Odblokowanie wojsk:
- dowódca wojsk okrążonych powinien przygotować swoje siły tak, by w każdej chwili mogły udzielić wsparcia wszelkim działaniom z zewnątrz mającym na celu odblokowanie wojsk własnych.

Przerwanie okrążenia
- Obejmuje ono:
  - wyznaczenie oddziałów bojowych o odpowiedniej sile zdolnych do przeprowadzenia przerwania okrążenia na wybranym kierunku,
  - zabezpieczenie tych sił i wprowadzenie w błąd przeciwnika na danym odcinku,
  - organizację wsparcia ogniowego,
  - organizację odwodu, zabezpieczenia bojowego i dowodzenia,
  - określenie tyłowych elementów ubezpieczenia,
  - jeśli niemożliwe jest wyjście z okrążenia przez przerwanie pierścienia okrążenia, wtedy może być zastosowane wyjście (przenikanie) skryte przez ugrupowanie przeciwnika. Wymaga to przeorganizowania sił.